# Nessuno al mio fianco
Nessuno al mio fianco (None to Accompany Me in inglese) è un romanzo pubblicato nel 2011 dalla scrittrice sudafricana, autrice di romanzi e saggi, vincitrice del Booker Prize nel 1974 e del Premio Nobel per la letteratura nel 1991 Nadine Gordimer.

## Trama
La vicenda racconta le vicende dell'avvocato Vera Stark durante il periodo della fine dell'apartheid in Sudafrica. In particolare approfondisce i legami tra i componenti di due coppie, una bianca e una nera. La discriminazione razziale non è ancora vinta e anche le storie personali dei protagonisti rivelano durante la lettura drammi che si dispiegano poco a poco.

## Edizione originale
- (EN) Nadine Gordimer, None to accompany me, London, Penguin Books, 1994, ISBN 9780140242331, OCLC 1048632771.

## Edizione italiana
- Nadine Gordimer, Nessuno al mio fianco, traduzione di Marco Papi, Roma, Gruppo Editoriale L'Espresso, Divisione la Repubblica, cop., 2003, ISBN 9788496200968, OCLC 438900359.

## Edizioni in altre lingue
- (ZH) Nadine Gordimer, 无人伴随我 None to accompany me, Nanjing, Yi lin chu ban she, 2006, ISBN 9787806579305, OCLC 145338528.
- (DE) Nadine Gordimer, Niemand der mit mir geht Roman, traduzione di Friederike Kuhn, München, Piper ebooks Piper Edition, 2018, ISBN 9783492979832, OCLC 1188413976.